# Соле Сопра (Ређо Емилија)
Соле Сопра је насеље у Италији у округу Ређо Емилија, региону Емилија-Ромања.
Према процени из 2011. у насељу је живело 89 становника. Насеље се налази на надморској висини од 465 м.